# Прапор Рівного
Пра́пор Рі́вного затверджений 17 березня 1993 року рішенням сесії Рівненської міської ради.

## Опис прапора
Прямокутне полотнище, яке складається з трьох горизонтальних смуг: блакитної, зеленої та білої, зі співвідношенням їх ширин як 5:1:5, на двох верхніх смугах на відстані 1/3 довжини прапора від древка зображений герб міста.
Прапор міста є одним з символів міського самоврядування. Прапор створено з використанням гами кольорів історичного герба міста, у зворотному, згідно з законами геральдики, порядку: основний — срібно-білий — знизу, далі — зелений, а блакитний — зверху. Триколірне полотнище прапора — прямокутної форми з відношенням сторін 2:3 (ширина до довжини). Прапор має три поздовжні смуги: блакитну (5 частин), зелену (1 частина) та срібно-білу (5 частин). З лівого боку полотнищ, на третину довжини блакитної та зеленої смуг, вписано зображення історичного герба міста у срібно-білому виконанні. Кольори прапора символізують: блакитний — красу та величність; зелений — надію, радість, достаток, щедрість; срібно-білий — невинність і чистоту.